# 義烈團

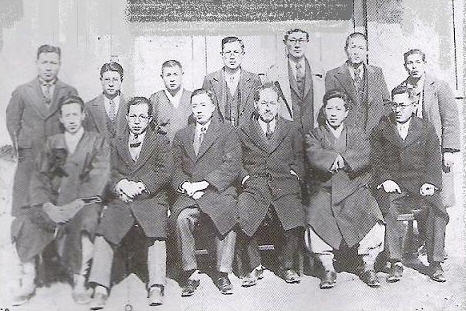
义烈团成员合影，摄影時期不明

義烈團是以朝鮮獨立運動家金元鳳為中心的民族主義武裝組織，在1919年11月10日成立。

## 概略
因三一獨立運動的非武装鬥爭路線失敗，朝鮮獨立運動家摸索国外武装鬥爭的經驗。
金元鳳與13名朝鮮獨立運動家在吉林省結成義烈團。以正義猛烈的朝鮮獨立精神為基調，在日本帝國主義心臓對殖民地組織要人採直接攻擊。
1920年對釜山警署施放炸彈襲擊，翌年對朝鮮總督府實行炸彈爆破，
1922年，以吳成崙為中心的3人在上海試圖暗殺田中義一，這一事件又被稱為黃浦灘義舉，但失敗並導致一個無辜的美國女人死亡。
1923年申采浩發表朝鮮革命宣言，指武裝鬥爭促進朝鮮民族精神覺醒。
1932年初，率领義烈團到南京，与力行社书记滕傑接触，蒋介石批准在南京郊外组建義烈團干部学校（也称“朝鲜革命军事政治干部学校”），从1932年9月至1935年9月招生3期，培养了125名学员。
1935年改組為朝鮮民族革命黨。

## 義烈團成員
- 尹世胄
- 柳子明
- 吳成崙

## 扩展閱讀
- 姜徳相 「義烈団」 『日本歴史大事典』（第1巻） 小学館、2001年（平成13年）